# 高峰 (超級電腦)

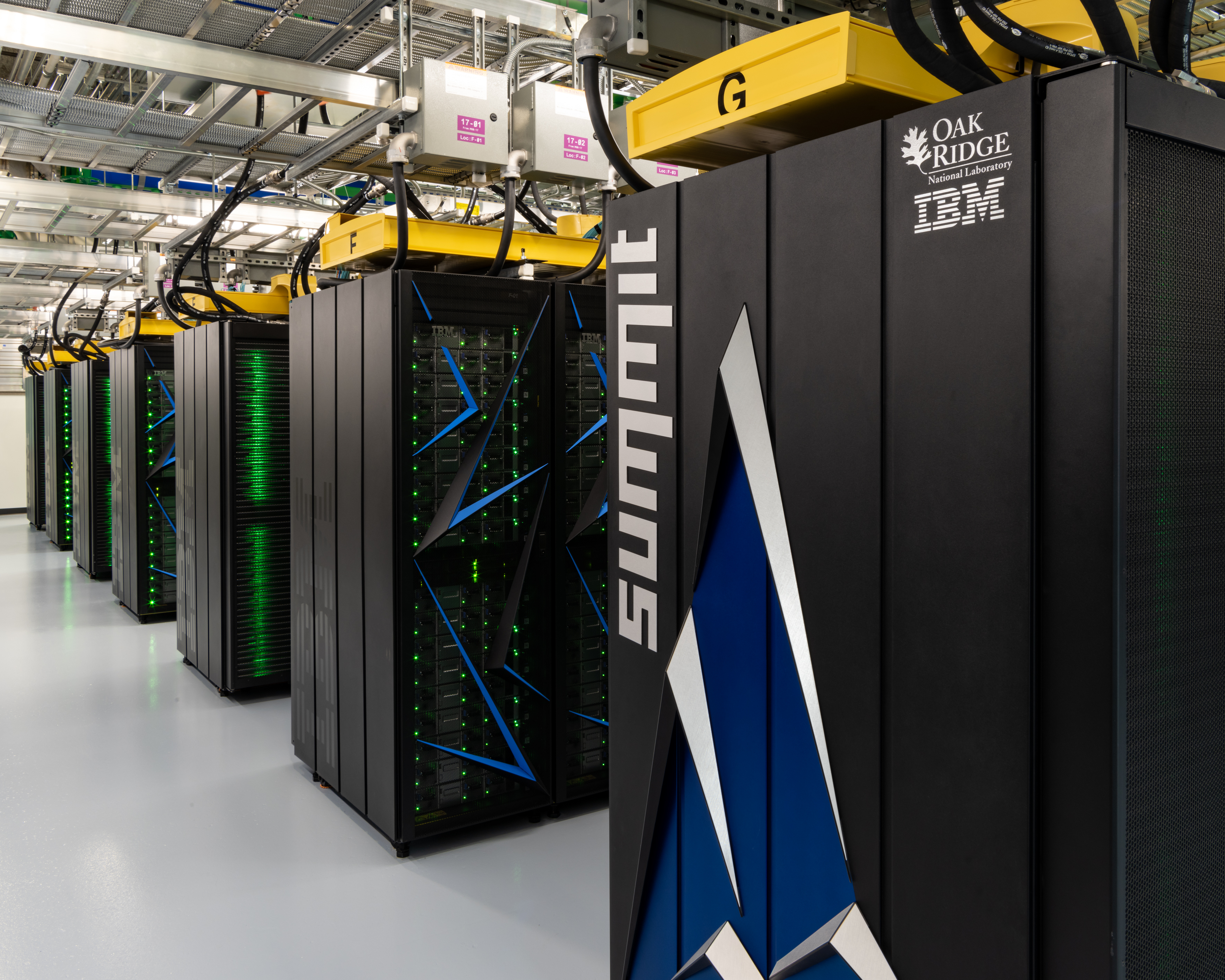
高峰超級電腦的一部分機組。

（亦有翻譯為「頂點」）超級電腦，實驗室代號「OLCF-4」，是IBM爲美國能源部旗下橡樹嶺國家實驗室開發建造的超級電腦。機組於2018年6月8日落成，理論運算能達200 PFLOPS（浮点运算速度每秒20亿亿次），超过峰值运算性能125 PFLOPS的神威·太湖之光，被认为有可能成为世界上最快的超级计算机。2018年6月25日正式獲TOP500認證為全球最快的超級電腦。

## 設計
高峰一共有4,608個運算節點，每節點就是一台主機，每個節點內仍然使用與泰坦類似的CPU+GPU異質運算體系，由兩顆POWER9 CPU以及六塊NVIDIA Tesla V100運算加速卡組成，CPU與GPU之間的連接採用的是英偉達（NVIDIA）開發的NVLink匯流排而非常見的PCIe，每個節點的CPU和GPU共用一共512GiB的一致性記憶體（GPU擁有的第二代高頻寬記憶體，加上CPU擁有的多通道DDR4記憶體），CPU和GPU可相互直接存取這個記憶體空間以共用資料，另外還配備了容量高達800GB的非易失性隨機存取記憶體（NVRAM）作為突發性快取或擴展記憶體容量之用。
每個節點之間的連接採用的是雙路InfiniBand互聯，並使用非阻塞胖樹拓撲（non-blocking fat-tree topology）交换结构，每路頻寬為200Gb/s。容量高達250PB的分散式存儲系統也使用InfiniBand與運算節點連接。
本機組另建於新機房內，該機房佔地有約兩個網球場的面積（約522平方公尺），與橡樹嶺國家實驗室已有的泰坦不同，泰坦使用大型空冷系統冷卻，而高峰則是使用液冷系統，每分鐘流量高達4,000加侖，4,608台主機連同液冷系統的整機組全速運行時的功率就高達一千五百萬瓦，幾乎是泰坦的兩倍。本機組僅GPGPU部分的雙精度浮點數的運算效能就高達215 PFLOPS；Tesla V100內建有用於深度學習運算的Tensor Core，因此每顆GPGPU也能提供約125 TFLOPS的混合精度浮點數效能，而全機組的更高達3.3 EFLOPS（1 EFLOPS=1000 PFLOPS）。

## 應用
與泰坦等精於氣象的運算不同，高峰更精於人工智慧、機器學習和深度學習方面的平行運算，實驗室將其運用於動物健康、物理、氣候模型等運算，會獲得與運行同樣專案的泰坦還要更細緻的運算推演。未來還會加入天體額元素分析、超導體、新型材料等方面的研究。

## 另見
- 泰坦 (超級電腦) - OLCF-3
- Sierra (超級電腦) - 與高峰類似的POWER9+NVLink系統
- 前沿 (超級電腦) - OLCF-5，已建成的exaFLOPS級別的超級電腦
- TOP500
- OpenBMC